# سيلينة مارشالية
السيلينة المارشالية[بحاجة لمصدر] (باللاتينية: Silene marschallii) نوع نباتي يتبع جنس السيلينة من الفصيلة القرنفلية.

## الموئل والانتشار
موطنها المشرق العربي وتركيا واليونان وأرمينيا.

## مرادفات للاسم العلمي
- (باللاتينية: Silene guicciardii)
- (باللاتينية: Silene puberula)